# Radkov (Boêmia do Sul)
Radkov é uma comuna checa localizada na região da Boêmia do Sul, distrito de Tábor.